# Henri Roger Gougenot des Mousseaux

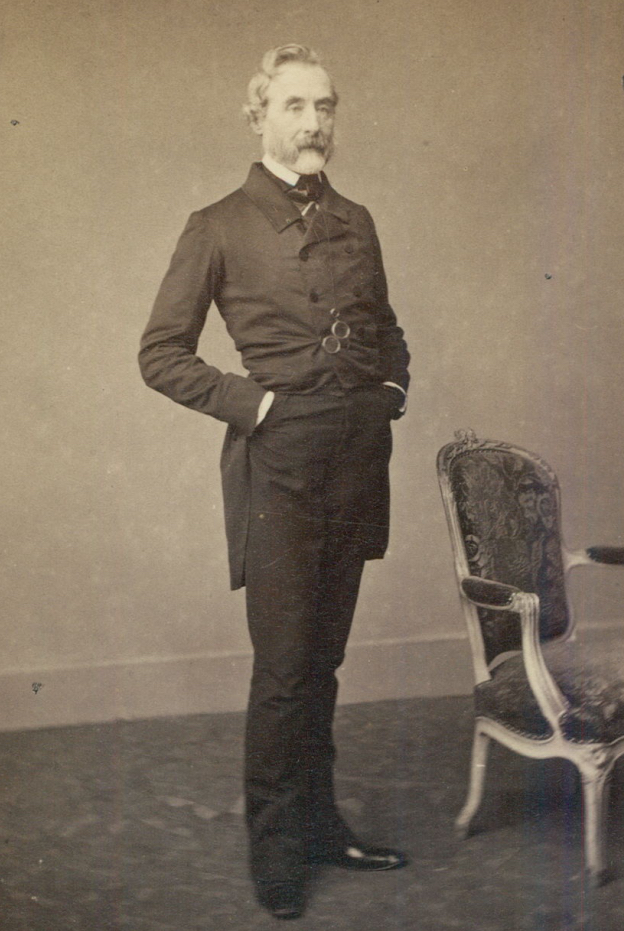

Henri Roger Gougenot des Mousseaux, auch  Chevalier Gougenot des Mousseaux (* 22. April 1805 in Coulommiers, Département Seine-et-Marne; † 5. November 1876 ebenda) war ein französischer antisemitischer Schriftsteller.

## Leben
Roger Gougenot des Mousseaux stammte aus einer hochadligen monarchistischen Familie. Er war Kammerherr König Karls X. Nach dessen Sturz in der Julirevolution von 1830 weigerte er sich, die Legitimität des Bürgerkönigs Louis-Philippes I. anzuerkennen und zog sich ins Privatleben zurück, wo er sich seinen Studien widmete. Der überzeugte Katholik befasste sich zunächst mit Magie und Esoterik, deren Gefährlichkeit er in mehreren Schriften darstellen wollte. Später befasste er sich in derselben Absicht mit Geheimgesellschaften, besonders der Freimaurerei.
Er war mit der gleichfalls hochadligen Marie-Elisabeth-Constance Gossey de Pontalery verheiratet.

## Werk
1869 veröffentlichte Gougenot des Mousseaux das Werk, für das er noch heute bekannt ist: Die antisemitische Kampfschrift Le Juif, le judaïsme et la judaïsation des peuples chrétiens. In dieser Schrift stützte er sich auf den traditionellen, christlich begründeten Antijudaismus von Autoren wie Théodore Ratisbonne (1802–1884), erweiterte ihn aber um neue Elemente: Gougenot des Mousseaux kritisierte an den Juden ihre Treue zum Talmud und darin besonders ihr fehlendes Priestertum. Davon seien auch liberale Juden oder sogar Atheisten jüdischer Abkunft betroffen: Die Trennung in fromme Orthodoxe einerseits und anderseits Ungläubige oder Freidenker sei nur eine schlaue Taktik der Juden, um Christen zu täuschen: Während der eine Teil den talmudischen Wesenskern des Judentums bewahre, arbeite der andere daran, die Grundlage des Christentums zu untergraben und die Mehrheitsbevölkerung moralisch zu schädigen. Diesen Prozess nannte Gougenot des Mousseaux die im Titel seines Werks erwähnte „Judaisierung der christlichen Völker“. Ihr eigentliches Ziel sei aber unfehlbar die Weltherrschaft. Diese Verschwörungstheorie baute Gougenot des Mousseaux noch aus, indem er die Freimaurer zu Verbündeten der Juden erklärte, ja sogar für mit ihnen identisch: Die Freimaurerei sei nichts als 

„ein tollkühnes Unterfangen des Judaismus, einen künstlichen Judaismus zu dem Zweck, fremde Menschen – und vor allem Christen – für die jüdische Rasse zu rekrutieren.“

 Diese Behauptung ist erkennbar falsch, da die Logen ursprünglich den Juden verschlossen waren. Für Gougenot des Mousseaux’ Zeitgenossen schien sie aber nicht ohne Plausibilität, da die französischen Logen – anders als zum Beispiel die deutschen – mittlerweile auch Juden aufnahmen: So bekleidete etwa Adolphe Crémieux (1796–1880), der Präsident der Alliance Israélite Universelle, hohe Ränge im Schottischen Ritus der Hochgradfreimaurerei. Sowohl den Freimaurern als auch Sozialisten und Juden unterstellte Gougenot des Mousseaux, dass sie „den Triumph des Papsttums nicht ertrügen“ und sich deswegen gegen Papst und Katholizismus verschworen hätten.

## Rezeption
Zunächst blieb Gougenot des Mousseaux’ Einfluss wegen seines „versponnenen Stils“ auf einen kleinen Kreis von Anhängern innerhalb Frankreichs beschränkt. Seine These einer jüdisch-freimaurerischen Weltverschwörung wurde 1880 von dem Kanoniker Emmanuel Chabauty (ca. 1827–1914) aufgegriffen, der sie in seinem Werk Les Francs-Maçons et les Juifs. Sixième Age de l'Église d'après l'Apocalypse ausbaute und in einen endzeitlichen Zusammenhang stellte. In Ungarn benutzte der liberale Abgeordnete Győző Istóczy (1842–1915) bereits 1875 Gougenot des Mousseaux’ Verschwörungstheorie, als er darlegte, dass das Judentum keineswegs eine Religion, sondern vielmehr ethnisch definiert sei. Zu Beginn des 20. Jahrhunderts breitete sich der von Gougenot des Mousseaux begonnene verschwörungstheoretische Diskurs immer weiter aus. Einen ersten Höhepunkt fand er 1905 in der Publikation der Protokollen der Weisen von Zion, einer wahrscheinlich in Russland entstandenen Fälschung. 1921 übersetzte der Nationalsozialist Alfred Rosenberg Gougenot des Mousseaux’s Schrift unter dem Titel Der Jude, das Judentum und die Verjudung der christlichen Völker ins Deutsche.
Umberto Eco lässt ihn als eine Figur in seinem Roman Der Friedhof in Prag auftauchen.

## Werke
- Étude sur les Beth-El, Aux Bureaux de la Revue, 1843
- L'émancipation aux Antilles françaises, Paris, Dauvin et Fontaine, 1844
- Le Monde avant le Christ. Influence de la religion dans les États, ou Séparation et harmonie entre les institutions religieuses et les institutions politiques, Paris, P. Mellier, 1845. Réédité aux Editions Saint-Remi en 2005 : LE MONDE AVANT LE CHRIST
- Des Prolétaires, nécessité et moyens d'améliorer leur sort, Paris, Mellier frères, 1846.
- Dieu et les dieux, ou Un voyageur chrétien devant les objets primitifs des cultes anciens, les traditions et la fable, monographie des pierres dieux et de leurs transformations, Paris, Lagny frères, 1854. Réédité aux Editions Saint-Remi en 2005 : DIEU ET LES DIEUX
- Mœurs et pratiques des démons ou des esprits visiteurs, d'après les autorités de l'Église, les auteurs païens, les faits contemporains, etc., Paris, H. Vrayet de Surcy, 1854. Réédité aux Editions Saint-Remi en 2005 : MŒURS ET PRATIQUES DES DEMONS OU ESPRITS VISITEURS DU SPIRITISME ANCIEN ET MODERNE
- Essai généalogique sur la maison de Saint-Phalle, d'après monuments et d'après titres existant encore, Notices sur un grand nombre de maisons, Coulommiers, A. Moussin, 1860.
- La Magie au dix-neuvième siècle, ses agents, ses vérités, ses mensonges, précédée d'une lettre adressée à l'auteur par le P. Ventura de Raulica, Paris, H. Plon, 1860. Texte en ligne
- Les Médiateurs et les moyens de la magie, les hallucinations et les savants ; le fantôme humain et le principe vital, Paris, H. Plon, 1863. Réédité aux Editions Saint-Remi en 2005 : Moyens et Médiateurs de la Magie
- Les Hauts Phénomènes de la magie, précédés du Spiritisme antique, Paris, H. Plon, 1864. Texte en ligne Réédité aux Editions Saint-Remi en 2005 : LES HAUTS PHENOMENES DE LA MAGIE, PRECEDES DU SPIRITISME ANTIQUE
- Mœurs et pratiques des démons ou des esprits visiteurs, d'après les autorités de l'Église, les auteurs païens, les faits contemporains, etc., Paris, H. Plon, 1865.
- Le Juif, le judaïsme et la judaïsation des peuples chrétiens, Paris, H. Plon, 1869
- La Question des princes d'Orléans, Paris, F. Wattelier, 1872